# Suuri Vuohisaari (ö i Nyslott)
Suuri Vuohisaari är en ö i Finland. Den ligger i sjön Pihlajavesi och i kommunen Nyslott i  landskapet Södra Savolax, i den sydöstra delen av landet, 270 km nordost om huvudstaden Helsingfors. Öns area är 13,9 hektar och dess största längd är 0,9 kilometer i nord-sydlig riktning.